# Muntowo
Muntowo (niem. Muntowen, od 1938 Muntau) – wieś w Polsce położona w województwie warmińsko-mazurskim, w powiecie mrągowskim, w gminie Mrągowo.
| SIMC    | Nazwa          | Rodzaj    |
| ------- | -------------- | --------- |
| 0483286 | Pełkowo        | część wsi |
| 0483292 | Piotrówka      | część wsi |
| 0483300 | Wola Muntowska | część wsi |

W latach 1954–1957 wieś należała i była siedzibą władz gromady Muntowo, po jej zniesieniu w gromadzie Mrągowo. W latach 1975–1998 miejscowość administracyjnie należała do województwa olsztyńskiego.
Nazwa miejscowości pochodzenia pruskiego od imienia Monte. We wsi są dwa duże głazy narzutowe tzw. Bliźniaki.

## Historia
Wieś wzmiankowana w dokumentach już w 1422 r.
W 1437 r. prokurator krzyżacki w Szestnie, Mikołaj Gorlitz, z niewiadomych powodów przesiedlił chłopów ze wsi Kerstinowen do odległego Muntowa. Uczynił to prawdopodobnie na ich własną prośbę, za zgodą wielkiego mistrza Pawła von Rusdorfa.Osadził ich na 40 włoka, z który dwie były sołeckie. Czynsz od pozostałych włok wynosił po pół grzywny od każdej włoki.
W zapisie dla Muntowa z 1437 r. zaznaczono, iż mieszkańcy tejże wsi są wolni od wszelkiego szarwarku, osobliwie konnego, z wyjątkiem potrzeby dla kraju. Mają stawać z sieciami na łowy, dokąd i jak często będą wezwani i należy wtedy dać im wikt według starego zwyczaju, a do tego mają oni nam corocznie pomagać przy zbiorze siana, (...) wedle możliwości uczestniczyć mają w łowach i służyć przy sianokosach oraz w młynie w Mrągowie.
W 1451 r. sołtysem Muntowa został dotychczasowy łowczy w świcie prokuratora krzyżackiego na zamku w Szestnie, niejaki Blasie. W Muntowie mieszkali także bartnicy: sołtys, Paweł, Jakub Zapaśnik, Jan Szlopa i Janik. Bartników obejmował zbiorowy przywilej wydany w 1482 r. przez prokuratora Szestna Otto von
Drauschwitza, który przyznał im prawo pruskie, zgodnie z którym mogli hodować pszczoły w puszczy należącej do zakonu, polować i łowić ryby na własne potrzeby tam gdzie będą mieli swoje barcie. Mieli za to płacić 3 rączki miodu od każdej barci, a nadwyżkę zobowiązani byli sprzedawać na zamku w Szestnie, oddając beczkę za 2,5 grzywny, a wosk mogą sprzedać według własnej woli.
W 1536 r. we wsi mieszkali zarówno Polacy, jak i Niemcy. W 1543 r. Anna, wdowa po sołtysie Pawle, sprzedała dwie włoki sołeckie za 30 grzywien Michałowi Skrodzkiemu, ten zaś odsprzedał je niebawem Stanisławowi Popielcowi i Wiesnie. W 1550 r. książę Albrecht zatwierdził Michała Zarzeckiego i Stanika Jadamma na zakupionym przez nich sołectwie w Muntach od Stanisława Popiela i Wiesny, jednocześnie odnawiając im przywilej na cztery włoki na prawie chełmińskim. Wspomniany Michał Zarzecki kupił w tym samym czasie grunty zwane Muntowskim Ostrowiem (Muntowen Werder), położone między jeziorem Juksty a małym jeziorkiem zwanym Muntynek. W dobrach tych powstała później osada, w której w 1849 r. było dwa domy i 16 mieszkańców. W samym Muntowie w 1693 r. zamieszkiwali już wyłącznie Polacy. W połowie XVIII w. powstała we wsi szkoła, do której w 1766 r. uczęszczało 25 dzieci. W 1785 r. w Muntowie były 22 domy, natomiast w 1815 r. we wsi było 36 domów z 188 mieszkańcami. W 1818 r. w tutejszej szkole uczyło się 40, łącznie z dziećmi dochodzącymi ze Śniodowa. W tym czasie w szkole nauczał w języku polskim Fryderyk Śniarewski. W 1838 r. we wsi było 29 domów i 214 mieszkańców. Wieś podzielono wówczas na Stare Muntowo, Nowe Muntowo i Małe Muntowo (dwór). W wyniku separacji gruntów powstało kilka wybudowań, funkcjonujące jako samodzielne osady: Wola Muntowska (Muntowenwolla), Zielonka Muntowska (Grünwiese, w 1825). Ponadto obok wspomnianego już Muntowskiego Ostrowia powstały majątki ziemskie: Piotrówka (Petersberg) i Pełkowo (Pelkshof). W 1871 r. samoistny administracyjnie obszar, liczący około 100 ha i nazywany Muntowskim Ostrowiem, włączono do granic administracyjnych Muntowa.
W 1907 r. wymieniony jest majątek ziemski i określany jako „Stare Muntowo nr 1". Majątek ten, liczący 198,81 ha wraz z folwarkiem Muntowska Góra (Muntowenberg), położony był w obrębie obszaru wiejskiego. Właścicielem był Otto Neubacher. Folwark specjalizował się w hodowli bydła. W późniejszym czasie właścicielem majątku był niejaki Hoenig, który prowadził księgi hodowlane bydła.
W urzędowym spisie miejscowości z 1928 r. Muntowo figuruje jako wieś, majątek i wybudowanie, z łączną liczbą 302 mieszkańców. W 1935 r. istniała we wsi jednoklasowa szkoła, w której uczyło się 48 dzieci. W 1938 r. ówczesne niemieckie władze, w ramach akcji germanizacyjnej, zmieniły urzędowa nazwę wsi na Muntau. W 1939 r. mieszkało we wsi 260 osób, istniało tu 59 gospodarstw domowych, w tym 24 gospodarstwa rolne, z których 5 miało wielkość w granicach 10-20 ha, 12 miało areał 20-100 ha i jedno ponad 100 ha.
W 1973 r. do sołectwo Muntowo należały także: Pełkowo, Piotrówka i Wola Muntowska.